# Elizabeth Patterson
Elizabeth Patterson, all'anagrafe Mary Elizabeth Patterson (Savannah, 22 novembre 1874 – Los Angeles, 31 gennaio 1966), è stata un'attrice statunitense.

## Biografia
Figlia di un giudice che era stato un militare confederato, studiò alle scuole pubbliche e frequentò il college a Pulaski e a Columbia, dove prese parte alle recite scolastiche. I genitori, per distoglierla dall'idea di intraprendere la carriera teatrale, la mandarono in Europa ma Elizabeth, dopo aver visto la Comédie Française, ritornò negli Stati Uniti decisa più che mai a continuare sulla sua strada. Impiegò una piccola eredità per trasferirsi a Chicago, dove entrò a far parte di una compagnia di giro. Nel 1913 debuttò a Broadway. La sua carriera teatrale continuò fino al 1954.
Nel 1926, all'età di 51 anni, interpretò il suo primo film, The Boy Friend, iniziando una carriera di attrice caratterista che la portò a girare più di un centinaio di film, passando poi negli anni cinquanta a lavorare per la tv.
Elizabeth Patterson non si sposò mai. Nei suoi 35 anni di carriera cinematografica, visse da sola all'Hollywood Roosevelt Hotel. Morì a 91 anni a Los Angeles a causa di una polmonite. Venne sepolta a Savannah, la sua città natale.

## Filmografia

### Cinema
- The Boy Friend, regia di Monta Bell (1926)
- The Return of Peter Grimm, regia di Victor Schertzinger (1926)
- La perla di Hawaii (South Sea Rose), regia di Allan Dwan (1929)
- The Lone Star Ranger, regia di A.F. Erickson (1930)
- Come nasce l'amore (The Big Party), regia di John G. Blystone (1930)
- The Cat Creeps, regia di Rupert Julian e John Willard (1930)
- Il marito ricco (Tarnished Lady), regia di George Cukor (1931)
- L'allegro tenente (The Smiling Lieutenant), regia di Ernst Lubitsch (1931)
- Papà Gambalunga (Daddy Long Legs), regia di Alfred Santell (1931)
- Miss Pinkerton
- Guilty as Hell
- Amami stanotte (Love Me Tonight), regia di Rouben Mamoulian (1932)
- L'angelo della vita
- Febbre di vivere (A Bill of Divorcement), regia di George Cukor (1932)
- They Call It Sin, regia di Thornton Freeland (1932)
- I conquistatori (The Conquerors), regia di William A. Wellman (1932)
- Nessun uomo le appartiene (No Man of Her Own), regia di Wesley Ruggles (1932)
- So Big!, regia di William A. Wellman (1932)
- I milioni... che disgrazia! (They Just Had to Get Married), regia di Edward Ludwig (1932)
- Perdizione (The Story of Temple Drake), regia di Stephen Roberts (1933)
- Pranzo alle otto (Dinner at Eigh), regia di George Cukor (1933)
- L'uomo che voglio (Hold Your Man), regia di Sam Wood (1933)
- Sempre nel mio cuore (Ever in My Heart), regia di Archie Mayo (1933)
- Il rifugio (Hide-Out), regia di W. S. Van Dyke (1934)
- La rosa del sud (So Red the Rose), regia di King Vidor (1935)
- Come Don Chisciotte (Timothy's Quest), regia di Charles Barton (1936)
- La provinciale (Small Town Girl), regia di William A. Wellman (1936)
- Three Cheers for Love, regia di Ray McCarey (1935)
- Il tesoro del fiume (Old Hutch), regia di J. Walter Ruben (1936)
- Sorgenti d'oro (High, Wide and Handsome); regia di Rouben Mamoulian (1937)
- Non ho ucciso! (Night Club Scandal), regia di Ralph Murphy (1937)
- Il diamante fatale (Bulldog Drummond's Peril), regia di James P. Hogan (1938)
- L'ottava moglie di Barbablù (Bluebeard's Eighth Wife), regia di Ernst Lubitsch (1938)
- La squadra speciale di Bulldog Drummond (Bulldog Drummond's Secret Police), regia di James P. Hogan (1939)
- La sposa di Boston (The Story of Alexander Graham Bell), regia di Irving Cummings (1939)
- Il fantasma di mezzanotte (The Cat and the Canary), regia di Elliott Nugent (1939)
- Ricorda quella notte (Remember the Night), regia di Mitchell Leisen (1940)
- La signora dei diamanti (Adventure in Diamonds), regia di George Fitzmaurice (1940)
- La via del tabacco (Tobacco Road), regia di John Ford (1941)
- La ribelle del Sud (Belle Starr), regia di Irving Cummings (1941)
- Al di là dell'orizzonte (Beyond the Blue Horizon), regia di Alfred Santell (1942)
- Avventura all'Avana (Her Cardboard Lover), regia di George Cukor (1942)
- Mia sorella Evelina (My Sister Eileen), regia di Alexander Hall (1942)
- Ho sposato una strega (I Married a Witch), regia di René Clair (1942)
- Non ti posso dimenticare (The Sky's the Limit), regia di Edward H. Griffith (1943)
- La nave della morte (Follow the Boys), regia di A. Edward Sutherland (1944)
- Evviva il nostro eroe (Hail the Conquering Hero), regia di Preston Sturges (1944)
- Ancora insieme (Together Again), regia di Charles Vidor (1944)
- Due pantofole e una ragazza (Lady on a Train), regia di Charles David (1945)
- Non ti appartengo più (I've Always Loved You), regia di Frank Borzage (1946)
- In fondo al cuore (The Secret Heart), regia di Robert Z. Leonard (1946)
- Fulmini a ciel sereno (Out of the Blue), regia di Leigh Jason (1947)
- Benvenuto straniero! (Welcome Stranger), regia di Elliott Nugent (1947)
- I cari parenti (Miss Tatlock's Millions), regia di Richard Haydn (1948)
- Piccole donne (Little Women), regia di Mervyn LeRoy (1949)
- La colpa della signora Hunt (Song of Surrender), regia di Mitchell Leisen (1949)
- Nella polvere del profondo Sud (Intruder in the Dust), regia di Clarence Brown (1949)
- Le foglie d'oro (Bright Leaf), regia di Michael Curtiz (1950)
- Giuoco implacabile (Las Vegas Shakedown), regia di Sidney Salkow (1955)
- Pal Joey, regia di George Sidney (1957)
- I conquistatori dell'Oregon (The Oregon Trail), regia di Gene Fowler Jr. (1959)
- In punta di piedi (Tall Story), regia di Joshua Logan (1960)

### Televisione
- General Electric Theater – serie TV, episodio 2x12 (1953)
- Stage 7 – serie TV, episodio 1x03 (1955)
- Scienza e fantasia (Science Fiction Theatre) – serie TV, episodio 1x15 (1955)
- Climax! – serie TV, episodi 2x01-2x19-3x19-4x33 (1955-1958)
- The Star and the Story – serie TV, episodio 2x06 (1956)
- Crossroads – serie TV, episodio 2x11 (1956)
- Westinghouse Desilu Playhouse – serie TV, episodio 1x13 (1959)
- Indirizzo permanente (77 Sunset Strip) – serie TV, episodio 1x23 (1959)
- Johnny Staccato (Johnny Staccato) – serie TV, episodio 1x07 (1959)

## Doppiatrici italiane
- Maria Saccenti in La ribelle del Sud, Ancora insieme, I conquistatori dell'Oregon
- Lola Braccini in Ho sposato una strega, Le foglie d'oro
- Giovanna Cigoli in Piccole donne, Pal Joey
- Tina Lattanzi in La via del tabacco
- Clara Ristori in La rosa del sud
- Franca Dominici in L'ottava moglie di Barbablù (ridoppiaggio)